# Kátia Abreu

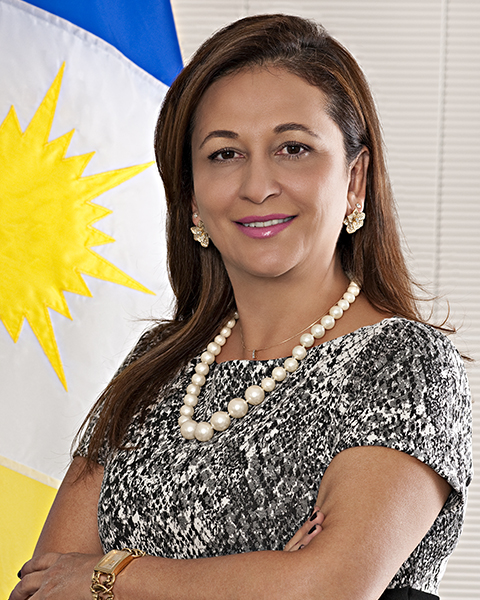
Kátia Abreu (2011).

Kátia Regina de Abreu, bekannt als Kátia Abreu, (* 2. Februar 1962 in Goiânia, Goiás) ist eine brasilianische Viehzüchterin, Politikerin und ehemalige Landwirtschaftsministerin, die dem Partido Democrático Trabalhista (PDT, Demokratische Arbeiterpartei) angehört. Sie war Bundesabgeordnete von Tocantins in der Abgeordnetenkammer des Nationalkongresses zwischen 2003 und 2007. Seit 2007 ist sie Senatorin für Tocantins und war als Vizepräsidentschaftskandidatin ihrer Partei bei der Präsidentschaftswahl in Brasilien 2018 angetreten.

## Leben
Abreu studierte Psychologie an der Pontifícia Universidade Católica de Goiás (Päpstliche Katholische Universität von Goiás). Sie war mit dem Fazenda-Besitzer Irajá Silvestre verheiratet, der älteste Sohn, Irajá Abreu (* 1983), ist heute ebenfalls Bundesabgeordneter für Tocantins. Nach dem Tod ihres Gatten bewirtschaftet sie als Viehzüchterin seit 1987 die Fazenda, die früher in Nord-Goiás lag und heute zu Tocantins gehört. Sie ist seit 2015 mit dem Landbauingenieur Moisés Pinto Gomes verheiratet.

## Politische Laufbahn
Abreu ist eine Parteienwechslerin. Sie gehörte von 1995 bis 1998 dem Partido Progressista (PP) an, von 1998 bis 2007 dem Partido da Frente Liberal (PFL), von 2007 bis 2011 den Democratas, von 2011 bis 2013 nach dessen Gründung dem Partido Social Democrático (PSD), von 2013 bis 2017 dem 2017 in umbenannten Movimento Democrático Brasileiro (MDB, früher PMDB) und ist seit 2018 Mitglied des Partido Democrático Trabalhista (PDT).
1995 wurde sie Präsidentin der Federação da Agricultura e Pecuária do Estado do Tocantins (Landwirtschafts- und Viehzuchtverband des Staates Tocantins) und bis 2005 wiedergewählt.
Der Wechsel zur PFL brachte ihr 1998 das erste Mandat als Bundesabgeordnete ein, hier noch als Suplente, einem Stellvertreter oder Nachrückers eines anderen gewählten Bundesabgeordneten, was für die Zeit von April 2000 bis April 2002 auch eintrat. Hier wurde sie Führerin der Bancada ruralista (Landwirtschaftsfraktion), einer einem Caucus ähnlichen Lobbyistengruppe von Parlamentariern unterschiedlicher Parteien, damals bestehend aus etwa 180 und heute etwa 220 Parlamentariern.
Bei den Wahlen in Brasilien 2002 erlangte sie mit 76.170 der gültigen Stimmen ihr eigenes Abgeordnetenmandat, das sie vom 1. Februar 2003 bis 31. Januar 2007 ausübte. Bei den Wahlen in Brasilien 2006 war sie als Senatorin aufgestellt und erlangte mit 316.451 (51,29 %) der gültigen Stimmen als erste Frau aus Tocantins dieses Wahlamt. Sie half 2007, das 1997 eingeführte Zusatzabgabengesetz Contribuição Provisória sobre Movimentação Financeira (CPMF) zu Fall zu bringen und kritisierte dabei den Präsidenten Luiz Inácio Lula da Silva.
2009 wurde sie bereits von der Publikumszeitschrift Época zu den 100 einflussreichsten brasilianischen Persönlichkeiten gezählt. In der Zeitschrift Veja äußerte sie in einem Interview Kritik an der Agrarpolitik der Regierung, insbesondere an der gesetzlichen Norm Nr. 31 „Gesundheit und Sicherheit am Arbeitsplatz in der Landwirtschaft, Viehzucht, Forstwirtschaft, Industrie und die Aquakultur“, sinngemäß „deren 252 Einzelkriterien nicht einmal in einem Musterbetrieb einzuhalten wären“.
Bei der Präsidentschaftswahl in Brasilien 2010 unterstützte sie José Serra des Partido da Social Democracia Brasileira (PSDB), der jedoch Dilma Rousseff unterlag. Während des Wahlkampfes hatte sie Rousseff kritisiert, was sie aber nicht hinderte, in Rousseffs zweitem Kabinett den Posten als Landwirtschaftsministerin (Ministra da Agricultura, Pecuária e Abastecimento) anzunehmen, den sie vom 1. Januar 2015 bis 12. Mai 2016 bekleidete. Ihr Nachfolger als Minister wurde Blairo Maggi.
Im August 2016 hatte sie gegen den Verfassungsänderungsvorschlag Nr. 95, bekannt geworden als PEC do Teto dos Gastos Públicos (Obergrenze für öffentliche Ausgaben), gestimmt, da im brasilianischen Parlament kein Fraktionszwang verankert ist. Ebenso stimmte sie im Juli 2017 gegen die als Reforma Trabalhista no Brasil de 2017 bekannt gewordenen Arbeitsreformen, die der Wirtschaftskrise ab 2014 Abhilfe schaffen sollte. Ihr Abstimmungsverhalten richtete sich gegen die Regierungspolitik des Präsidenten Michel Temer und gegen ihre Partei. Auch hatte sie sich bereits früher gegen das Amtsenthebungsverfahren gegen Rousseff ausgesprochen und gegen den Aufstieg Temers zur Macht. Sie wurde im November vor die Ethikkommission der Partei zitiert und als Folge aus der Partei ausgeschlossen. Die Parteien PSD und PDT boten ihr die Aufnahme im Fall eines Ausschlusses aus dem PMDB an.
Im April 2018 wurde sie Mitglied der Demokratischen Arbeiterpartei.

## Präsidentschaftswahl 2018
Unter dem Wahlbündnisslogan „Brasil Soberano“ („Souveränes Brasilien“) trat sie mit Unterstützung von PDT und AVANTE als Vizepräsidentschaftskandidatin von Ciro Gomes an.

## Kontroversen
2009 verlieh ihr Greenpeace Brasil den Titel „Miss Desmatamento“ („Miss Abholzung“), andere Umweltschützer betiteln sie als „Rainha da Motosserra“ („Königin der Kettensäge“).